# Cerisier du Brésil
Eugenia brasiliensis
Pour les articles homonymes, voir Cerisier (homonymie).
Ne doit pas être confondu avec Cerisier de Cayenne.
Espèce
Le cerisier du Brésil  ou jambosier du Brésil (Eugenia brasiliensis) est une espèce de plantes à fleurs de la famille des Myrtacées. C'est un arbre fruitier tropical endémique du sud du Brésil.
Il a une croissance très rapide et une capacité de dispersion élevé on peut facilement récupérer des jeunes plants au pied des plantes mères. Sa résistance à l'enfoncement (test de Janka) est l'une des plus fortes.

## Description
La hauteur du cerisier du Brésil varie entre 15 et 20 mètres. Ses branches sont fines et cassantes et son écorce s'écaille avec le temps. Le feuillage est vert et persistant. Les fleurs sont formées de 4 sépales, 4 pétales et de longues étamines. Il produit des baies rondes, d'un rouge sombre profond, ressemblant aux cerises ; elles sont juteuses, sucrées et parfumées.

## Usages
- Les fruits sont consommables cru ou en confiture ;
- On utilise les queues pour leurs vertus dépuratives et diurétiques ;
- Le bois est recherché par les ébénistes et charpentiers[3].